# Arctodiaptomus burduricus
Arctodiaptomus burduricus е вид челюстнокрако от семейство Diaptomidae. Видът е уязвим и сериозно застрашен от изчезване.

## Разпространение
Разпространен е в Турция.